# Oldenburkové
Oldenburkové (dánsky Huset Oldenborgske, německy Haus Oldenburg) jsou původem severoněmecký šlechtický rod, který v 15. století dosáhl dánského, norského a švédského trůnu. Oldenburkové byli až do 15. století poměrně bezvýznamným rodem říšských hrabat, avšak v polovině 15. století vyženili "severskou trojkorunu" – království dánské, norské a švédské, v té době spojené v Kalmarské unii. Jedním z příslušníků rodu dosáhli Oldenburkové v 18. století i na ruský carský trůn. V 19. století byli dědičně zvoleni za krále Řecka. Roku 1905 byli zvoleni za krále Norska, jež se osamostatnilo, a po vyhlášení nezávislosti Islandu roku 1918 v rámci personální unie Dánska a Islandu také jako králové Islandu.
V současnosti je hlavou celé dynastie Oldenburků, který je zároveň hlavou větve Glücksburků (jelikož všechny starší větve již vymřely) titulární vévoda šlesvicko-holštýnský, princ Kryštof Šlesvicko-Holštýnský. Díky tomu dynastie získala po vymření starších větví také následnictví ve vévodství Šlesvicko-Holštýnském v roce 1934.
Současnými známými osobnostmi rodu jsou panovníci Markéta II. Dánská a Harald V. Norský, dále pak britský král Karel III. a jeho dva synové William (Vilém), princ z Walesu a Henry (Jindřich, též Harry), vévoda ze Sussexu. Jejich dědeček princ Philip, vévoda z Edinburghu (z řecké větve rodu), totiž sňatkem s Alžbětou II. vyženil pro Oldenburky resp. Glücksburky z dynastického pohledu i Velkou Británii. Po smrti královny Alžběty II. tedy získali Glücksburkové i britský trůn.
V současné době[kdy?] vládnou Oldenburkové v Dánsku, dánských závislých územích Grónsko a Faerské ostrovy, ve Velké Británii a s ní spojených zemí Commonwealthu a v Norsku.

## Větve rodu Oldenburků

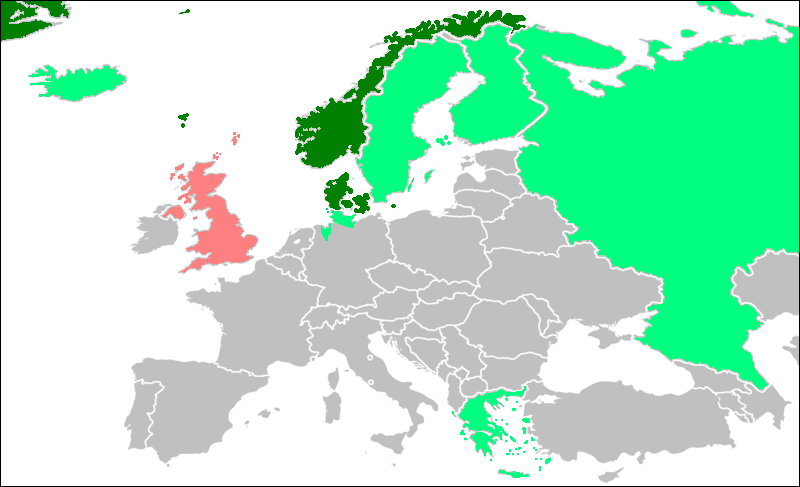
Území pod vládou Oldenburků:
Území současné vlády
Území pod dřívější vládou
Území pod vládou větve Mountbatten-Windsor

### Hlavní linie
1. králové Dánska (1448–1863),
2. králové Norska (1450–1814),
3. králové Švédska (1457–1464, 1497–1501 a 1520–1521),
4. vévodové šlesvičtí a hrabata holštýnská (1460–1544),
5. vévodové šlesvičtí a částečně holštýnští (1544–1721/1773)
6. vévodové šlesvičtí (1721–1864) a holštýnští (1773–1864)

### Vedlejší linie

#### Linie (Schleswig-)Holstein-Gottorp
- vévodové holštýnsko-gottorpští (1544–1739)

- - linie Holstein‑Gottorp‑Romanov (neoficiálně jen Romanov)

- 1. vévodové holštýnsko-gottorpští (1739–1773)
  2. ruští imperátoři (1762 a 1796–1917)

- linie Holstein-Gottorp (švédská větev), vymřelá
  1. králové Švédska (1751–1818)
  2. králové Norska (1814–1818)

- linie Holstein-Gottorp-Oldenburg (velkovévodská větev)
  1. vévodové oldenburští, později velkovévodové oldenburští (1773–1918)

#### Linie Schleswig-Holstein-Sonderburg
- linie Schleswig-Holstein-Sonderburg-Augustenburg (Oldenburg-Augustenburg), vymřela v roce 1931.
  1. vznášející nárok na titul vévody šlesvicko-holštýnského po roce 1863

- Schleswig-Holstein-Sonderburg-Beck – po roce 1825 změněno jméno na Glücksburg
  -     - vévodové šlesvicko-holštýnsko-sonderbursko-beckští

  - Schleswig-Holstein-Sonderburg-Glücksburg ("Glücksburkové/Oldenburg-Glücksburg")
    - vévodové šlesvicko-holštýnsko-sonderbursko-glücksburští
    - vévodové šlesvicko-holštýnští – od roku 1931
    - králové Dánska (od 1863)
      1. králové Norska (od 1905)
      2. králové Řecka (1863–1924 a 1935–1973)

      -         - Mountbatten-Windsor, linie potomků prince Filipa Mountbattena (řeckého a dánského) a Alžběty II.

##### Větev Schleswig-Holstein-Sonderburg-Glücksburg
Stejně jako v rodu Wettinů to byla malá vedlejší dynastie Sasko-Kobursko-Gothajská, která se stala nejúspěšnější větví celého rodu, tak i v rodu Oldenburků byla právě vedlejší větev Schleswig-Holstein-Sonderburg-Glücksburg, která se stala nejúspěšnější větví rodu Oldenburků. Právě Glücksburští byli těmi, kdo v roce 1863 v osobě Kristiána IX. usedli na dánský trůn po vymření hlavní rodové linie Oldenburků. Nedlouho předtím Kristiánův syn usedl na řecký trůn v roce 1863 jako Jiří I. Když se v roce 1905 opět osamostatnilo Norsko, byl to právě druhorozený syn dánského krále Frederika VIII., princ Christian Frederik Carl Georg Valdemar Axel von Schleswig-Holstein-Sonderburg-Glücksburg, jenž byl zvolen norským králem pod jménem Haakon VII. Z řecké větve dynastie Schleswig-Holstein-Sonderburg-Glücksburg pocházel princ Philip, manžel britské královny Alžběty II.

### Hlavy rodu a vévodové šlesvicko-holštýnští po roce 1863
Když v roce 1863 zemřel poslední dánský král z původní linie Oldenburků, který byl zároveň hlavou rodu, přešlo vedení rodu (stejně jako vévodství šlesvicko-holštýnské) na šlesvicko-holštýnsko-sonderbursko-augustenburského vévodu Kristiána. Od té doby jsou šlesvicko-holštýnští vévodové zároveň hlavami celého rodu Oldenburků.
- Kristián August II. Šlesvicko-Holštýnsko-Sonderbursko-Augustenburský (1848–1863)
- Fridrich VIII. Šlesvicko-Holštýnský (1863–1880), jeho syn
- Ernest Gunther Šlesvicko-Holštýnský (1880–1921), bezdětný, nárok přešel na jeho bratrance
- Albert Šlesvicko-Holštýnský (1921–1931), bez mužských potomků, nárok přešel na glücksburskou linii

Když v roce 1931 vévodou Albertem Šlesvicko-Holštýnským vymřela linie Šlesvicko-holštýnsko-sonderbursko-augustenburská, stala se linie Glücksburků nejstarší žijící větví rodu Oldenburků; její příslušníci tak získali titul vévody šlesvicko-holštýnského a také šlechtický titul vévody augustenburského. Jako nejstarší žijící větev rodu Oldenburků je od té doby hlava rodu Glücksburků také hlavou celé dynastie Oldenburků.
- Fridrich Ferdinand (1931–1934), od roku 1931 hlava dynastie Oldenburků
- Vilém Fridrich Šlesvicko-Holštýnský (1934–1965), jeho syn
- Petr Šlesvicko-Holštýnský (1965–1980)
- Kryštof Šlesvicko-Holštýnský (od 1980)

Dědic:
- Fridrich Ferdinand Šlesvicko-Holštýnský

## Rodokmen
- hrabě Elimar I. (1040–1112)
  -  hrabě Elimar II. (1108–1142)
    -  hrabě Kristián I. (†1167)
      -  hrabě Mořic I. (1145–1211)
        -  hrabě Kristián II. (†1233)
          -  hrabě Jan I. (1204–1270)
            -  hrabě Kristián III. (1250–1285)
              -  hrabě Jan II. (1272–1315)
                -  hrabě Kristián IV. (1302–1323)
                -  hrabě Jan III. (1302–1342)
                  -  hrabě Jan IV. (1331–1356)

                -  hrabě Konrád I. (†1367)
                  -  hrabě Konrád II. (1342–1401)
                    -  hrabě Mořic II. (1381–1420)

                  -  hrabě Kristián V. (1342–1399)
                    -  hrabě Kristián VI. (1378–1423)
                    -  hrabě Dětřich (1390–1440) ∞ Helvig Holštýnsko-Rendsburská
                      -  hrabě Mořic (1428–1464)
                        -  hrabě Jakub (1463-1484)

                      -  hrabě Gerhard VI. (1430–1500)
                        -  hrabě Adolf (1458–1500)
                        -  hrabě Kristián VIII. (1459-1492)
                        -  hrabě Jan VI. (1460–1526)
                          -  hrabě Jan VII. (1500-1548)
                          -  hrabě Jiří (1503-1551)
                          -  hrabě Kryštof (1504–1566)
                          -  hrabě Antonín I. (1505–1573)
                            -  hrabě Jan VIII. (1540–1603)
                              -  hrabě Antonín Günther (1583–1667)

                            -  hrabě Antonín II. (1550–1619)
                              -  hrabě Antonín Jindřich (1604-1622)
                              -  hrabě Kristián IX. (1612-1647)

                      - Adléta Oldenburská
                      -  král Kristián VII. a I. (1426–1481), dánský, norský a švédský král
                        -  Jan I. Dánský (1455–1513), dánský, norský a švédský král
                          -  Kristián II. Dánský (1481–1559), dánský, norský a švédský král
                          - Alžběta Dánská (1485–1555)

                        - Markéta Dánská (1456–1486)
                        - Frederik I. Dánský (1471–1533), dánský a norský král
                          -  Kristián III. Dánský (1503–1559), dánský a norský král
                            -  Frederik II. Dánský (1534–1588), dánský a norský král
                              - Anna Dánská (1574–1619), skotská a britská královna
                              -  Kristián IV. Dánský (1577–1648), dánský a norský král
                                -  Frederik III. Dánský (1609–1670), dánský a norský král
                                  -  Kristián V. Dánský (1646–1699), dánský a norský král
                                    -  Frederik IV. Dánský (1671–1730), dánský a norský král
                                      -  Kristián VI. (1699–1746), dánský a norský král
                                        -  Frederik V. (1723–1766), dánský a norský král
                                          - Žofie Magdalena (1746–1813), švédská královna
                                          - Karolina Vilemína (1747–1820)
                                          -  Kristián VII. (1749–1808), dánský a norský král
                                            -  Frederik VI. (1768–1839), dánský a norský král
                                              - Karolína (1793–1881) ∞ Frederik Ferdinand Dánský
                                              - Vilemína Marie (1808–1891) ∞ Frederik VII.

                                            - Luisa Augusta (1771–1843) ∞ Frederik Kristián z Augustenburgu

                                          - Luisa (1750–1831)
                                            - Luisa Karolina Hesensko-Kasselská (1789–1867)
                                              -  Kristián IX. (1818–1906), dánský král

                                          - princ Frederik Dánský (1753–1805)
                                            -  Kristián VIII. (1786–1848), dánský král, norský král
                                              -  Frederik VII. (1808–1863), dánský král

                                            - Frederik Ferdinand Dánský (1792–1863)

                                      - Šarlota Amálie Dánská (1706–1782)

                                  - Anna Žofie (1647–1717), saská kurfiřtka
                                  - Frederika Amálie (1649–1704) ∞ Kristián Albrecht
                                  - Vilemína Ernestina (1650–1706), falcká kurfiřtka
                                  - Jiří (1653–1708) ∞ Anna Stuartovna
                                    - Vilém (1689–1700), vévoda z Gloucesteru

                                  - Ulrika Eleonora (1656–1693), švédská královna

                            - Anna Dánská (1532–1585)
                            - Jan II. (1545–1622), vévoda Schleswig-Holstein-Sonderburský
                              - Alexandr (1573–1627), vévoda Schleswig-Holstein-Sonderburský
                                - Arnošt Günther (1609–1689), vévoda Šlesvicko-Holštýnsko-Sonderbursko-Augustenburský
                                  - Fridrich (1652–1692), vévoda Šlesvicko-Holštýnsko-Sonderbursko-Augustenburský
                                  - Ernest August (1660–1731), vévoda Šlesvicko-Holštýnsko-Sonderbursko-Augustenburský
                                  - Fridrich Vilém (1668–1714)
                                    - Kristián August (1696–1754), vévoda Šlesvicko-Holštýnsko-Sonderbursko-Augustenburský
                                      - Fridrich Kristián (1721–1794), vévoda Šlesvicko-Holštýnsko-Sonderbursko-Augustenburský
                                        - Fridrich Kristián II. (1765–1814), vévoda Šlesvicko-Holštýnsko-Sonderbursko-Augustenburský ∞ Luisa Augusta Dánská
                                          - Kristián August II. (1798–1869), vévoda Šlesvicko-Holštýnsko-Sonderbursko-Augustenburský
                                            -  Fridrich VIII. Šlesvicko-Holštýnský (1829–1880), vévoda Šlesvicko-Holštýnský
                                              - Augusta Viktorie (1858–1921), německá císařovna a pruská královna ∞ Vilém II. Pruský
                                              - Karolína Matylda (1860–1932), vévodkyně šlesvicko-holštýnská ∞ Fridrich Ferdinand Šlesvicko-Holštýnský
                                              - Luisa Žofie (1866–1952), princezna pruská
                                              - Ernest Gunther Šlesvicko-Holštýnský (1863–1921), vévoda Šlesvicko-Holštýnský

                                            - Kristián Šlesvicko-Holštýnský (1831–1917)
                                              - Albert Šlesvicko-Holštýnský (1869–1931), vévoda Šlesvicko-Holštýnský

                                        - Kristián August (1768–1810), švédský korunní princ

                                - August Filip (1612–1675), vévoda Schleswig-Holstein-Sonderburg-Beck
                                  - August (1652-1689), vévoda Schleswig-Holstein-Sonderburg-Beck
                                    - Fridrich Vilém I. (1682–1719), vévoda Schleswig-Holstein-Sonderburg-Beck

                                  - Fridrich Ludvík (1653–1728), vévoda Schleswig-Holstein-Sonderburg-Beck
                                    - Fridrich Vilém II. (1687-1749), vévoda Schleswig-Holstein-Sonderburg-Beck
                                      - Fridrich Vilém III. (1723-1757), vévoda Schleswig-Holstein-Sonderburg-Beck

                                    - Karel Ludvík (1690-1774), vévoda Schleswig-Holstein-Sonderburg-Beck
                                    - Petr August (1696–1775), vévoda Schleswig-Holstein-Sonderburg-Beck
                                      - Karel Antonín (1727–1759)
                                        - Fridrich Karel Ludvík (1757–1816), vévoda Schleswig-Holstein-Sonderburg-Beck
                                          - Fridrich Vilém (1785–1831), vévoda Schleswig-Holstein-Sonderburg-Glücksburg
                                            - Karel (1813-1878), vévoda Schleswig-Holstein-Sonderburg-Glücksburg
                                            - Fridrich (1814–1885), vévoda Schleswig-Holstein-Sonderburg-Glücksburg
                                              - Fridrich Ferdinand (1855–1934), vévoda Šlesvicko-Holštýnský
                                                - Viktorie Adléta (1885–1970)
                                                - Alexandra Viktorie (1887–1957)
                                                - Helena Adléta (1888–1962) ∞ Harald Dánský
                                                - Vilém Fridrich (1891–1965), vévoda Šlesvicko-Holštýnský
                                                  - Petr (1922–1980), vévoda Šlesvicko-Holštýnský
                                                    - Kryštof (*1949), vévoda Šlesvicko-Holštýnský, hlava rodu Oldenburků'
                                                      - princezna Sofie Šlesvicko-Holštýnská (*1983)
                                                      - princ Fridrich Ferdinand Šlesvicko-Holštýnský (*1985)
                                                      - princ Konstantin Šlesvicko-Holštýnský (*1986)
                                                      -  princ Leopold Šlesvicko-Holštýnský (*1991)

                                                    -  Alexander Šlesvicko-Holštýnský (*1953)
                                                      - princezna Helena Šlesvicko-Holštýnská
                                                      -  princ Julian Šlesvicko-Holštýnský

                                            -  Kristián IX. (1818–1906), dánský král
                                              -  Frederik VIII. (1843–1912), dánský král
                                                -  Kristián X. (1870–1947), dánský a islandský král
                                                  -  Frederik IX. (1899–1972), dánský král
                                                    -  Markéta II. (*1940), dánská královna
                                                      - korunní princ Frederik (*1968)
                                                        - princ Kristián (*2005)
                                                        - princezna Izabella (*2007)
                                                        - princ Vincent (*2011)
                                                        -  princezna Josefína (*2011)

                                                      -  Joachim Dánský (*1969)

                                                    - Benedikta Dánská (*1944)
                                                    -  Anne-Marie Dánská (*1946) ∞ Konstantin II. Řecký

                                                  -  Knut Kristián (1900–1976)
                                                    - Alžběta Dánská (1935–2018)
                                                    - Ingolf Dánský (*1940), hrabě z Rosenborgu
                                                    -  Kristián Dánský (*1942), hrabě z Rosenborgu
                                                      - Josephine z Rosenborgu (*1972)
                                                      - Camilla z Rosenborgu (*1972)
                                                      -  Feodora z Rosenborgu (*1975)

                                                -  Haakon VII. (1872–1957), norský král, narozen jako Carl
                                                  -   Olaf V. (1903–1991), norský král
                                                    - Ragnhild Norská (1930–2012)
                                                    - Astrid Norská (*1932)
                                                    -   Harald V. (*1937), norský král
                                                      - Marta Louisa (*1937), norská princezna
                                                      -  korunní princ Haakon Magnus (*1973)
                                                        - Ingrid Alexandra (*2004)
                                                        -  Sverre Magnus (*2005)

                                                - Luisa Dánská (1875–1906)
                                                - Harald Dánský (1876–1949)
                                                  - Feodora Dánská (1910–1975)
                                                  - Karolina Matylda Dánská (1912–1995) ∞ Knut Dánský
                                                  - Alexandrina Luisa Dánská (1914–1962)
                                                  - Gorm Dánský (1919–1991)
                                                  -  Oluf z Rosenborgu (1923–1990)

                                                - Ingeborg Dánská (1878–1958)
                                                - Thyra Dánská (1880–1945)
                                                - Gustav Dánský (1887–1944)
                                                -  Dagmar Dánská (1890–1961)

                                              - Alexandra Dánská (1843–1912)
                                              -  Jiří I. Řecký (1843–1912), řecký král, narozen jako Vilém
                                                -  Konstantin I. Řecký (1868–1923), řecký král
                                                  -  Jiří II. Řecký (1890–1947), řecký král
                                                  -  Alexandr I. Řecký (1893–1920), řecký král
                                                    - Alexandra Řecká a Dánská (1921–1993), jugoslávská královna

                                                  -  Pavel I. Řecký (1901–1964), řecký král
                                                    - Sofie Řecká (*1938), španělská královna
                                                    -  Konstantin II. Řecký (1940–2023), řecký král
                                                      - Alexie Řecká a Dánská (*1965)
                                                      - korunní princ Pavel (*1967)
                                                        - Marie-Olympie (*1996)
                                                        - Konstantin Alexios (*1998)
                                                        - Achileas-Andreas (*2000)
                                                        - Odysseas-Kimon (*2004)
                                                        - Aristides-Stavros (*2008)

                                                      - Nikolaos Řecký a Dánský (*1969)
                                                      - Teodora Řecká a Dánská (*1983)
                                                      - Filippos Řecký a Dánský (*1986)

                                                    - Irena Řecká a Dánská (*1942)

                                                - Jiří Řecký a Dánský (1869–1957)
                                                  -  Petr Řecký a Dánský (1908–1980)

                                                - Alexandra Řecká a Dánská (1870–1891)
                                                - Mikuláš Řecký a Dánský (1872–1938)
                                                  - Olga Řecká a Dánská (1903–1997)
                                                  - Alžběta Řecká a Dánská (1904–1955)
                                                  - Marina Řecká a Dánská (1906–1968)

                                                - Marie Řecká a Dánská (1876-1940)
                                                - Ondřej Řecký a Dánský (1882-1944)
                                                  - Margarita Řecká a Dánská (1905–1981)
                                                  - Teodora Řecká a Dánská (1906–1969)
                                                  - Cecílie Řecká a Dánská (1911–1937)
                                                  - Sofie Řecká a Dánská (1914–2001)
                                                  -  princ Philip Mountbatten (1921–2021), vévoda z Edinburghu ∞ Alžběta II.
                                                    - Karel III. (* 1948)
                                                      - William, princ z Walesu (* 1982)
                                                        - princ George z Walesu (* 2013)
                                                        - princezna Charlotte z Walesu (* 2015)
                                                        - princ Louis z Walesu (* 2018)

                                                      -  Princ Harry, vévoda ze Sussexu (*1984)

                                                    - Anne, královská princezna (*1950)
                                                    - princ Andrew, vévoda z Yorku (*1960)
                                                      - princezna Beatrice z Yorku (*1988)
                                                      -  princezna Eugenie z Yorku (*1990)

                                                    -  princ Edward, hrabě z Wessexu (*1964)
                                                      - princezna Louise Mountbatten-Windsor (*2003)
                                                      -  James, hrabě z Wessexu (*2007)

                                                -  Kryštof Řecký a Dánský (1888-1940)
                                                  -  Michal Řecký a Dánský (*1939)
                                                    - Alexandra Řecká (*1968)
                                                    -  Olga Řecká a Dánská (*1939)

                                              - Marie Sofie Dagmar (1843–1912)
                                              - Thyra Dánská (1843–1912)
                                              -  Valdemar Dánský (1843–1912)
                                                - Aage (1887–1940), hrabě z Rosenborgu
                                                - Axel (1888–1964)
                                                -  Markéta (1895–1992)

                          - Dorota (1504–1547)
                          - Jan (1521–1580), vévoda Schleswig-Holstein-Haderslev
                          - Alžběta (1524–1586)
                          - Adolf (1526–1586), vévoda Schleswig-Holstein-Gottorp, zakladatel dynastie Holstein-Gottorp
                            - Jan Adolf (1575–1616), vévoda Schleswig-Holstein-Gottorp
                              - Fridrich III. (1597–1659), vévoda Schleswig-Holstein-Gottorp
                                - Hedvika Eleonora (1636–1715), královna švédská
                                - Kristián Albrecht (1641–1695), vévoda Schleswig-Holstein-Gottorp ∞ Amálie Dánská
                                  - Fridrich IV. Holštýnsko-Gottorpský (1671–1702), vévoda Schleswig-Holstein-Gottorp
                                    - Karel Fridrich Holštýnsko-Gottorpský (1700–1739), vévoda Schleswig-Holstein-Gottorp
                                      -  car Petr III. (1728–1762)
                                        -  car Pavel I. Petrovič (1754–1801)
                                          -  car Alexandr I. (1777–1825)
                                          - velkokníže Konstantin Pavlovič (1779–1831)
                                          - velkokněžna Alexandra Pavlovna (1783–1801)
                                          - velkokněžna Jelena Pavlovna (1784–1803)
                                          - velkokněžna Marie Pavlovna Romanovová (1786–1859)
                                          - velkokněžna Kateřina Pavlovna (1788–1819)
                                          - velkokněžna Olga Pavlovna (1792–1825)
                                          - velkokněžna Anna Pavlovna (1795–1865)
                                          -  car Mikuláš I. (1796–1855)
                                            -  car Alexandr II. (1818–1881)
                                              - Nikolaj Alexandrovič (1843–1865)
                                              -  car Alexandr III. (1845–1894
                                                -  car Mikuláš II. (1868–1918)'
                                                  - velkokněžna Olga Nikolajevna (1895–1918)
                                                  - velkokněžna Taťána Nikolajevna (1897–1918)
                                                  - velkokněžna Marie Nikolajevna (1899–1918)
                                                  - velkokněžna Anastázie Nikolajevna (1901–1918)
                                                  -  velkokníže Alexej Nikolajevič, následník cesarevič (1904–1918)

                                                - velkokníže Alexandr Alexandrovič (1869–1870)
                                                - velkokníže Georgij Alexandrovič (1871–1899)
                                                - velkokněžna Xenie Alexandrovna (1875–1960)
                                                - velkokníže Michail Alexandrovič (1878–1918)
                                                - velkokněžna Olga Alexandrovna (1882–1960)

                                              - velkokníže Vladimír Alexandrovič (1847–1907)
                                                - velkokníže Kirill Vladimirovič (1876–1938)
                                                  -  velkokníže Vladimir Kirillovič (1917–1992)
                                                    -  velkokněžna Marie Vladimirovna (*1953)

                                                - velkokníže Boris Vladimirovič (1877–1943)
                                                -  velkokníže Andrej Vladimirovič (1879–1956)

                                              - velkokníže Alexej Alexandrovič (1850–1908)
                                              - velkokněžna Marie Alexandrovna (1853–1920)
                                              - velkokníže Sergej Alexandrovič (1857–1905)
                                              -  velkokníže Pavel Alexandrovič (1860–1919)
                                                -  velkokníže Dmitrij Pavlovič (1891–1941)
                                                  -  Pavel Dmitrijovič Romanov-Ilyinskyj (1928–2004)

                                            - velkokněžna Marie Nikolajevna (1819–1876)
                                            - velkokněžna Olga Nikolajevna (1822–1892)
                                            - velkokněžna Alexandra Nikolajevna (1825–1844)
                                            - velkokníže Konstantin Nikolajevič (1827–1892)
                                              - velkokněžna Olga Konstantinovna (1851–1926)
                                              - velkokněžna Věra Konstantinovna (1854–1912)
                                              - velkokníže Konstantin Konstantinovič (1858–1915)
                                                - kníže Ivan Konstantinovič (1877–1943)
                                                  -  kníže Vševoloď Ivanovič (1914–1973)[zdroj⁠?!]

                                                - kníže Gabriel Konstantinovič (1887–1955)
                                                - kníže Konstantin Konstantinovič (1891–1918)
                                                - kníže Igor Konstantinovič (1894–1918)
                                                -  kníže Georgij Konstantinovič (1903–1938)

                                              - velkokníže Dimitrij Konstantinovič (1860–1919)
                                              -  velkokníže Vjačeslav Konstantinovič (1862–1879)

                                            - velkokníže Nikolaj Nikolajevič (1831–1891)
                                              - velkokníže Nikolaj Nikolajevič (1856–1929)
                                              -  velkokníže Petr Nikolajevič (1864–1931)
                                                - kněžna Marina Petrovna (1892–1981)
                                                - kníže Roman Petrovič (1896–1978)
                                                  - kníže Mikuláš Romanovič Romanov (1922–2014)
                                                  -  kníže Dmitrij Romanovič Romanov (1926-2016)

                                                - kněžna Naděžna Petrovna (1898–1988)

                                            -  velkokníže Michail Nikolajevič (1832–1909)
                                              - velkokníže Nikolaj Michajlovič (1859–1919)
                                              - velkokněžna Anastázie Michailovna (1860–1922)
                                              - velkokníže Michail Michailovič (1861–1929)
                                              - velkokníže Georgij Michailovič (1863–1919)
                                              - velkokníže Alexandr Michailovič (1866–1933)
                                                - kníže Andrej Alexandrovič (1897–1981)
                                                  -  kníže Andrej Andrejevič (1923-2021)
                                                    - kníže Alexej Andrejevič (* 1953)
                                                    - kníže Petr Andrejevič (* 1961)
                                                    -  kníže Andrej Andrejevič (* 1963)

                                                - kníže Fjodor Alexandrovič (1898–1968)
                                                - kníže Nikita Alexandrovič (1900–1974)
                                                - kníže Dmitrij Alexandrovič (1901–1980)
                                                - kníže Rostislav Alexandrovič (1902–1978)
                                                  - kníže Rostislav Rostislavovič (1938–1999)
                                                    - kníže Rostislav Rostislavovič (*1985)
                                                    -  kníže Nikita Rostislavovič (* 1987)

                                                  - kníže Nikolaj Rostislavovič (1945–2000)
                                                    - kníže Nikolaj Nikolajevič (* 1968)
                                                    -  kníže Daniel Nikolajevič (* 1972)
                                                      -  Jackson Daniel (* 2009)

                                                -  kníže Vasilij Alexandrovič (1907–1989)

                                              -  velkokníže Sergej Michailovič (1869–1918)

                                          -  velkokníže Michail Pavlovič (1798–1849)

                                  - Kristián August (1673–1726), vévoda Schleswig-Holstein-Gottorp
                                    -  Adolf I. Fridrich (1710–1771), král švédský
                                      -  Gustav III. (1746–1792), švédský král
                                        -  Gustav IV. Adolf (1778–1837), švédský král
                                          - Gustav, princ Vasa (1799–1877), švédský korunní princ
                                            - Karola Vasa-Holstein-Gottorpská (1833–1907), saská královna

                                          - Žofie Vilemína (1801–1865), bádenská velkovévodkyně
                                          - Amálie Marie Šarlota (1805–1853)
                                          - Cecílie Švédská (1807–1844), oldenburská vévodkyně

                                      -  Karel XIII. (1748–1818), švédský král
                                      - Žofie Albertina (1753–1829)

                                    -  vévoda Fridrich August I. (1711–1785)
                                      -  vévoda Vilém I. (1754–1823)

                                    - Jiří Ludvík Holštýnsko-Gottorpský (1719–1763)
                                      -  vévoda Petr I. (1755–1829)
                                        -  velkovévoda August I. (1783–1853)
                                          -  velkovévoda Petr II. (1827–1900)
                                            -  velkovévoda Fridrich August II. (1852–1931)
                                              - dědičný vévoda Mikuláš (1897–1970)
                                                - vévoda Anton-Günther (1923–2014)
                                                  - 'vévoda Kristián (*1955)', pretendent oldenburského trůnu
                                                    - vévoda Alexandr (*1990)
                                                    - vévoda Filip (*1991)
                                                    - vévoda Antonín (*1993)

                                                  - vévoda Petr (*1926)
                                                    - vévoda Fridrich August (*1952)
                                                    - vévoda Mikuláš (*1955)
                                                      - vévoda Kryštof (*1985)
                                                      - vévoda Jiří (*1990)
                                                      - vévoda Oskar (*1991)

                                                    - vévoda Jiří Mořic (*1957)

                                                  - vévoda Elimar (*1934)
                                                  - vévoda Fridrich August (*1936)
                                                    - vévoda Pavel Vladimír (*1969)
                                                      - vévoda Kirill (*2002)
                                                      - vévoda Carlos (*2004)
                                                      - vévoda Pavel (*2005)

                                                  - vévoda Huno (*1940)
                                                  - vévoda Johann (*1940)
                                                    - vévoda Konstantin Mikuláš (*1971)

                              - Jan X. (1606–1655), vévoda Schleswig-Holstein-Gottorp

## Panovnící z rodu Oldenburků podle trůnů

### Oldenburská hrabata, vévodové a velkovévodové

#### Původní linie Oldenburg (1101–1667)
V roce 1180 bylo Oldenbursko (pojmenované podle svého centra) ustanoveno jako hrabství. Hrabě Kristián I. Oldenburský, byl zbaven hrabství Oldenburského vévodou saským Jindřichem Lvem, avšak když vévoda byl vypovězen, hrabství bylo vráceno synům Kristiána, kteří dosáhli říšské bezprostřednosti. V roce 1334 se rozdělila panovnická rodina na větev Oldenburskou a Delmenhorstskou, která však r. 1435 vymřela a všechna se území vrátila zpět starší linii Oldenburské'.
- Elimar I. (1101–1108)
- Elimar II. (1108–1143)
- Kristián I. (1143–1168)
- Mořic I. (1168–1211)
- Kristián II. (1211–1251)
- Ota II. (1211–1262)
- Jan I. (1251–1272)
- Kristián III. (1272–1278)
- Jan II. (1278–1305)
- Jan III. (1305–1345)
- Konrád I. (1345–1368)
- Konrád II. (1368–1386)
- Kristián IV. (1386–1398)
- Mořic III. (1386–1420)

Nejdůležitějším rokem pro vládnoucí Oldenburky se stal rok 1448, kdy byl hrabě Kristián VIII. Oldenburský zvolen králem dánským a norským (1450) a posléze i švédským (1457–1464). Naproti tomu rodné země Oldenburků zůstaly jeho dvěma bratřím, z nichž Gerhard získal Oldenbursko. Gerhardův syn Jan XIV. Oldenburský získal zemi Stedingnskou a Budjadingskou, naproti tomu ztratil Delmenhorst, který připadl biskupství Münsterskému, a Jever, jenž byl postoupen Východnímu Frísku. Roku 1547 hrabě Antonín I. Oldenburský získal Delmenhorst zpět a stal se říšským hrabětem. Když opětovně založená vedlejší větev Delmenhorstská opět vymřela, byla znovu spojena rodná území v jediný celek, k němuž připadlo v roce 1575 i panství Jever (dědictvím) a v roce 1624 panství Kniphausen (smlouvou).
- Kristián V. (1398–1423)
- Dietrich Šťastný (1423–1440)
- Kristián VI. (1440–1448), od roku 1448–1481 dánský, 1450–1481 norský, 1457–1464 švédský král
- Gerhard VI. (1448–1483), syn Dietricha Šťastného
- Adolf (1483–1498)
- Jan V. (1483–1526), rozšířil území, ale ztratil Delmenhorst, který byl přičleněn k biskupství Münsterskému
- Kristián VII. (1488–1492)
- Jan VI. (1526–1529)
- Jiří (1526–1529)
- Kryštof (1526–1529)
- Antonín I. (1529–1573), získal zpět území Delmenhorstu a stal se říšským hrabětem
- Jan VII. (1573–1603)
- Antonín II. (1573–1577)
- Antonín Gunther (1603–1667), zeměpán a kníže, jeho smrtí rod vymírá

V roce 1667 vymřel původní hraběcí rod Oldenburků hrabětem Antonínem Vintířem (Guntherem) a dědicem těchto území se stal právě dánský král (v té době už dědičný) a vévoda šlesvicko-holštýnsko(-gottorpský). Proti tomuto dědickému pořízení protestoval bližší příbuzný Antonína Vintíře, vévoda šlesvicko-holštýnsko-plönský, jemuž byly také Oldenbursko a Delmenhorst přiřčeny. Ten však tato území odstoupil v roce 1676 dánskému králi Kristiánovi V., kdežto Jever jako ženské léno připadl jeho sestře kněžně Magdaleně, jež byla kněžnou Anhaltsko-Srbišťskou a Kniphausen připadl říšskému hraběti Antonínovi z Aldenburku, nelegitimnímu synu Antonína Vintíře.
V letech 1667–1773 bylo tedy Oldenbursko včetně Delmenhorstu pod dánskou nadvládou. V roce 1773 však připadly ruskému velkoknížeti Pavlovi, jenž se za to zřekl svého majetku ve Šlesvicko-Holštýnsku, ale ponechal si titul vévody Holštýnsko-Gottorpského. Car Pavel I. pak přenechal Oldenbursko příbuzné větvi Holstein-Gottorp-Oldenburg.

#### VětevHolstein-Gottorp-Oldenburg(1774–1918)
V roce 1773 připadlo území Oldenburska vedlejší větvi Holstein-Gottorp-Oldenburg a v roce 1774 bylo Oldenburské hrabství povýšeno na vévodství, jehož panovníkem se stal Fridrich August I. Oldenburský z dynastie Holstein-Gottorp-Oldenburg vedlejší větve dynastie Oldenburků. Za napoleonských válek obsadili celé Oldenbursko Francouzi, kteří jej proměnili ve dva departementy, v roce 1813 však opět převzal vládu domácí panovnický rod Oldenburků.
Po skončení napoleonských válek bylo na vídeňském kongresu (1814/18151) Oldenbursko spolu s oběma jeho exklávami knížectvím Birkenfeld a bývalým biskupstvím Lübeck povýšeno na velkovévodství a vstoupilo do Německého spolku. Oldenburské velkovévodství zaniklo v roce 1918 ve víru listopadové revoluce spolu s ostatními německými monarchiemi.
- Fridrich August I. (1773–1785), od roku 1774 vévoda
- Vilém I. (1785–1823)
- Petr I. (1823–1829), první velkovévoda
- 1810–1813 pod francouzskou nadvládou
- August I. (1829–1853)
- Petr II. (1853–1900)
- Fridrich August II. (1900–1918), rezignoval > listopadová revoluce

Titulární velkovévodové
- Fridrich August II. (1918–1931)
- Mikuláš Oldenburský (1931–1970)
- Antonín Günther Oldenburský (od 1970)

### Dánští králové

#### Původní linie Oldenburg (1448–1863)
V roce 1448 byl hrabě Kristián VI. Oldenburský zvolen jako Kristián I. králem dánským, norským (až 1450) a švédským (pouze 1457–1464). Naproti tomu rodné země Oldenburků zůstaly jeho dvěma bratrům. Tím se stal rok 1448 nejdůležitějším rokem dynastie a mezníkem v historii rodu. Kristián byl v ženské linii potomkem dánského krále Erika V. Navíc se dá říct, že severskou trojkorunu (Dánsko, Norsko, Švédsko – Kalmarskou unii) vyženil, neboť si vzal za ženu vdovu po předchozím králi Kryštofovi, Doroteu Braniborskou. Švédským králem byl pouze v letech 1457–1464, jelikož se Švédům často nezamlouvaly dánské války s německými městy, kam směřovala většina švédského obchodu. Kristiánův syn Jan I. sice získal v letech 1497–1501 jako Jan II. švédskou korunu, ale Švédům se dánská (nad)vláda líbila stále méně, posledním švédským králem z původní oldenburské linie tak byl Janův synovec Kristián II., který Švédsku vládl v letech 1520–1521. Za jeho vlády se tak rozpadla Kalmarská unie na Švédsko a Dánsko-Norsko. Dánští králové potom vládli jako norští králové až do roku 1814, kdy o norský trůn přišli.
Dánsko bylo od svého vzniku volební monarchií, ale za vlády krále Frederika III., bylo prohlášeno monarchií dědičnou, trůn se pak v Oldenburské dynastii předával v mužské linii až do roku 1863, kdy původní linie vymřela. Poté však nastoupila mladší linie vévodů z Glücksburgu, původem až od krále Kristiána III.
Během let 1667–1773 získali dánští králové pod svou vládu i Oldenbursko-Delmenhorst a připojili ho k Dánsku; přišli o něj až v roce 1773, kdy se díky ruskému carovi Pavlu I. stalo opět samostatné.
- Kristián I. z Oldenburgu (1448–1481), první král z rodu Oldenburků
- Jan I. (1481–1513)
- Kristián II. (1513–1523), formální konec Kalmarské unie
- Frederik I. (1523–1533)
- Kristián III. (1534–1559)

- Frederik II. (1559–1588)
- Kristián IV. (1588–1648)
- Frederik III. (1648–1670)
- Kristián V. (1670–1699)
- Frederik IV. (1699–1730)
- Kristián VI. (1730–1746)
- Frederik V. (1746–1766)
- Kristián VII. (1766–1808)
- Frederik VI. (1808–1839)
- Kristián VIII. (1839–1848)
- Frederik VII. (1848–1863), poslední dánský král z hlavní linie Oldenburků

#### Vedlejší větevSchleswig-Holstein-Sonderburg-Glücksburg(od 1863)
Jelikož dánský král Frederik VII. nebyl schopen mít mužské potomky a byl poslední v hlavní rodové linii Oldenburků, bylo nutné učit dědice trůnu. Z více kandidátů byl vybrán čtvrtý syn glücksburského vévody Fridricha Viléma princ Christian von Schleswig-Holstein-Sonderburg-Glücksburg z vedlejší glücksburské mladší větvě dynastie.
K úspěchu právě prince Kristiána přispěla velmi právě jeho manželka Luisa Hesensko-Kasselská, jež byla neteří dánského krále Kristiána VIII. a tím byla také v následnické linii, avšak podle salického nástupnického práva jako žena na trůn usednout nemohla, což ale přispělo právě k výběru Kristiána jako příštího dánského krále, navíc sám Kristián byl v mužské linii potomkem dánského krále Kristiána III. Když 15. listopadu 1863 zemřel dánský král Frederik VII. a s ním po jeho smrti oldenburská dynastie v hlavní linii vymřela, stal se Kristián IX. dánským králem.

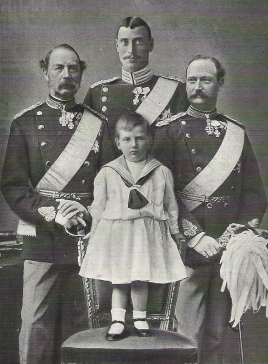
4 dánští králové: Kristián IX., Frederik VIII., Kristián X. a Frederik IX.

Na základě druhého londýnský protokolu se příští dánský panovník Kristián IX. vzdal následnictví v obou polabských vévodstvích (Holštýnsko a Šlesvicko) výměnou za uznání nástupnictví vedlejšího rodu Glücksburg na dánský trůn. Nárok na tzv. polabská vévodství Šlesvicko a Holštýnsko získala další vedlejší větev rodu Oldenburků (linie Šlesvicko-holštýnsko-sonderbursko-augustenburská), která o ně ovšem v roce 1864 přišla díky německo-dánské válce. Potomci krále Kristiána IX. vládnou v Dánsku dodnes.
Král Kristián X. byl v letech 1918–1944 také králem Islandu.
Když nastoupil na trůn král Frederik IX., byl osud následnictví nejistý, protože král Frederik IX. měl 3 dcery, ale žádného syna a v Dánsku se mohl stát králem pouze muž. Po Frederikovi IX. se tedy měl stát králem jeho bratr Knud. Jelikož byl u lidu Frederik IX. velmi oblíben a jeho dcery rovněž, byla v roce 1953 přepracována ústava: zaveden jednokomorový parlament a zákon o nástupnictví byl upraven tak, že na trůn mají od jeho vstoupení v platnost nárok i ženy. Tyto změny však musely projít celým parlamentem a referendem, než byly uzákoněny.
- Kristián IX. (1863–1906)
- Frederik VIII. (1906–1912)
- Kristián X. (1912–1947), zároveň v letech 1918–1944 král Islandu.
- Frederik IX. (1947–1972)
- Markéta II. (od 1972)

Dědic:
- princ Frederik Dánský – syn královny Markéty II.

Dánští králové
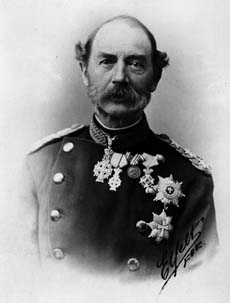
Kristián IX.
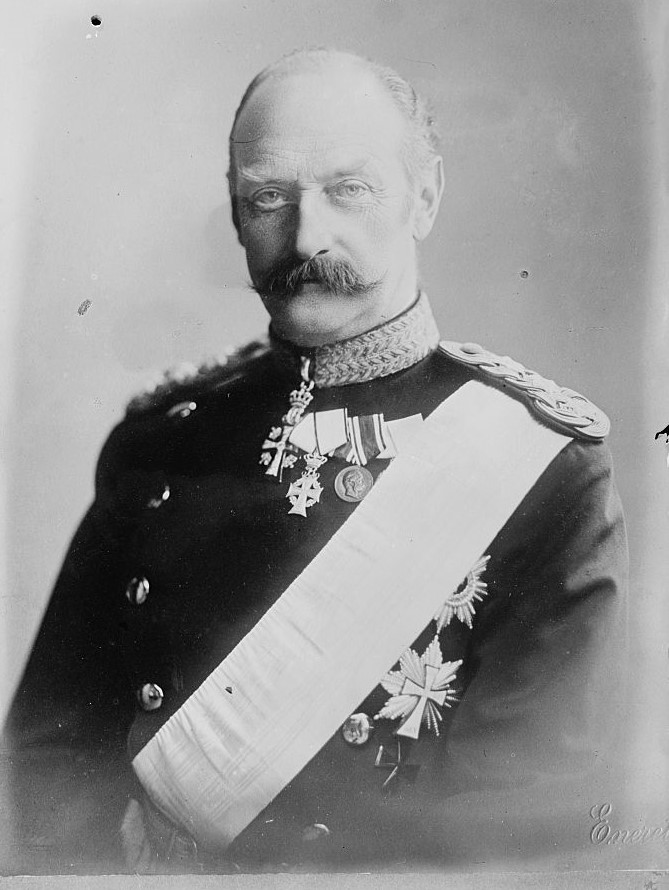
Frederik VIII.
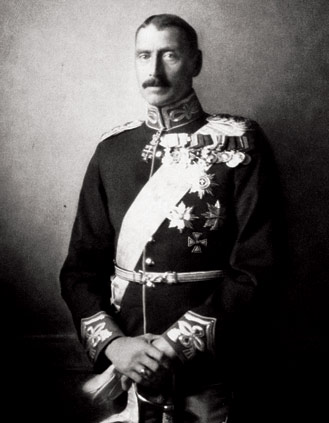
Kristián X.
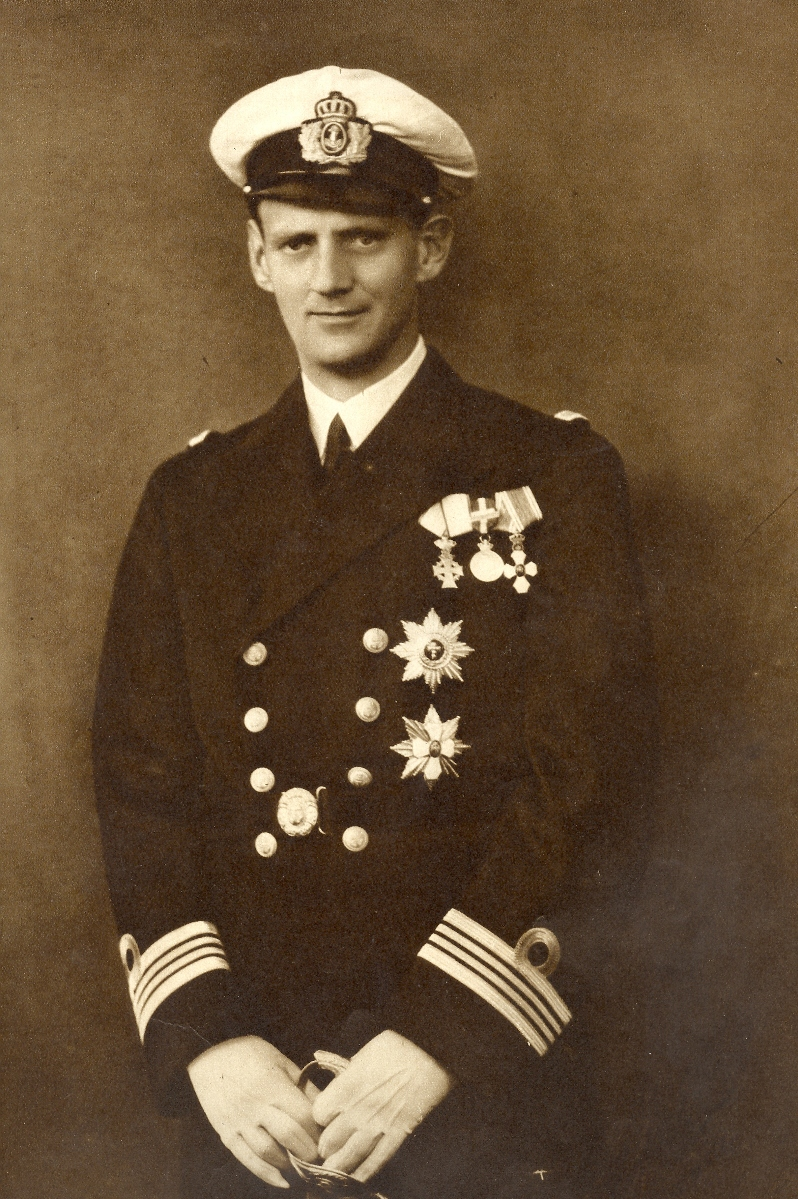
Frederik IX.
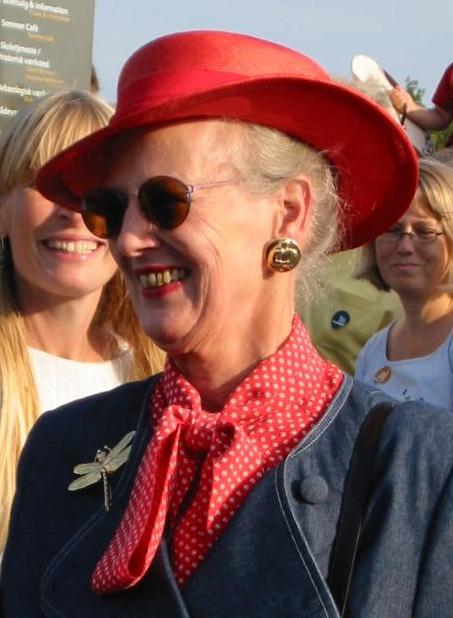
Markéta II.

### Norští králové

#### původní linie Oldenburg (1450–1814), personální unie s Dánskem
V roce 1448 byl hrabě Kristián VI. Oldenburský zvolen jako Kristián I. za krále dánského, norského (až 1450) a švédského (pouze 1457–1464). Vzal si za ženu vdovu po předchozím králi Kryštofovi. Kristiánův syn Jan I. sice získal v letech 1497–1501 jako Jan II. švédskou korunu, ale Švédům se dánská (nad)vláda líbila stále méně. Posledním švédským králem z původní oldenburské linie tak byl Janův syn Kristián II., který Švédsku vládl v letech 1520–1521; tím se za jeho vlády rozpadla Kalmarská unie na Švédsko a Dánsko-Norsko. Dánští králové potom vládli jako norští králové až do roku 1814, kdy o norský trůn přišli.
- Kristián I. z Oldenburgu (1450–1481), první král z rodu Oldenburků
- Interregnum (1481–1483)
- Jan I. (1483–1513)
- Kristián II. (1513–1523), formální konec Kalmarské unie
- Frederik I. (1523–1533)
- Kristián III. (1534–1559)
- Frederik II. (1559–1588)
- Kristián IV. (1588–1648)
- Frederik III. (1648–1670)
- Kristián V. (1670–1699)
- Frederik IV. (1699–1730)
- Kristián VI. (1730–1746)
- Frederik V. (1746–1766)
- Kristián VII. (1766–1808)
- Frederik VI. (1808–1814)

Norská ústava (1814)
- Kristián Frederik (1814)

#### Větev Holstein-Gottorp (-Vasa) (1814–1818), personální unie se Švédskem
Po spojení států Švédska a Norska v roce 1814 se stal švédský král Karel XIII. králem Norska pod názvem Karel II. Po osmi letech, kdy byl jen formálním králem, zemřel 5. února 1818 bez přímého následníka a dědice trůnu. Spolu s ním vymřela linie Holstein-Gottorp(-Vasa). Po jeho smrti se švédským i norským králem stal Napoleonův generál Jean-Baptiste Bernadotte (v Norsku Karel III. Jan), kterého bezdětný král Karel XIII adoptoval. Bernadotte se pak stal švédským a norským králem a založil vlastní dynastii Bernadotte, která Švédsku vládne dodnes.
- Karel XIII. (1814–1818), vymřela s ním linie, trůn získal rod Bernadotte

#### Vedlejší větevSchleswig-Holstein-Sonderburg-Glücksburg(od 1905)
V roce 1905 se Norové v referendu rozhodli, že vypoví unii se Švédy a Norsko se stalo opět samostatným. Vyvstala však otázka státoprávního uspořádání, vedle monarchie se nabízela republika. Lidové hlasování 12. a 13. listopadu dle očekávání velkou většinou odhlasovalo monarchii. Tehdejší Michelsenova vláda vyjádřila přání, aby se novým králem stal příslušník švédského rodu Bernadottů. Nikoliv překvapivě král Oskar II., ale královskou korunu nabídnutou rodu Bernadotte odmítl, a to kvůli rozpadu unie, který považoval za útok na svou osobu.
Komise norského parlamentu vybrala jako kandidáty na prvního samostatného norského krále několik členů evropských královských rodin. Nejvhodnějším kandidátem byl druhorozený syn dánského krále Frederika VIII. princ Carl Christian Frederik Georg Valdemar Axel Dánský, jelikož měl syna a tedy dědice trůnu a vazby jeho ženy, britské princezny Maud k britské královské rodině se zdály prospěšné pro čerstvě nezávislý norský národ, už proto, že se původně měl stát králem člen britské královské rodiny. Sám princ Carl pocházel z dobře postavené dánské královské rodiny. K prospěchu Carla Dánského hrálo to, že po svém bratrovi byl druhý v nároku na norský trůn z těch dědiců, kteří nepocházeli z rodu Bernadotte. Dánská královská dynastie Glücksburků byla navíc jednou z větví rodu Oldenburků, což byla předchozí vládnoucí dynastie v Norsku.

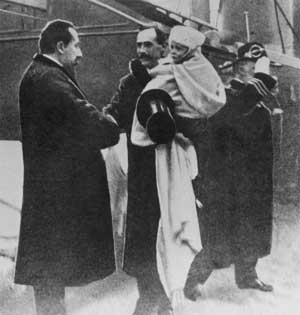
Král Haakon VII. se synem Olafem přijíždí v roce 1905 do Norska, uvítán premiérem Michelsenem

Nicméně princ Carl se zdráhal nastoupit na trůn jako nechtěný král, požádal proto norský lid o projevení důvěry referendem. Norové osmdesáti procenty rozhodli, že stane se prvním králem nezávislého Norska od roku 1380. Korunovace nového krále a královny proběhla 22. června 1906 v katedrále Nidaros v Trondheimu. Byla to poslední korunovace krále nezávislého Norska. Ve snaze přiblížit se svým poddaným si Carl zvolil jméno Hakon VII. a svého syna prince Alexandra přejmenoval na Olafa.
Po smrti oblíbeného krále Hakona VII. v roce 1957 nastoupil jeho místo stejně tak oblíbený syn Olaf V. Když zemřel v roce 1991 i on, stal se králem jeho syn a Hakonův vnuk Harald V., který se taktéž těší u lidu velké oblibě.
- Hakon VII. (1905–1957)
- Olaf V. (1957–1991)
- Harald V. (od 1991)

Dědic:
- princ Haakon Magnus – syn krále Haralda V.

Norští králové
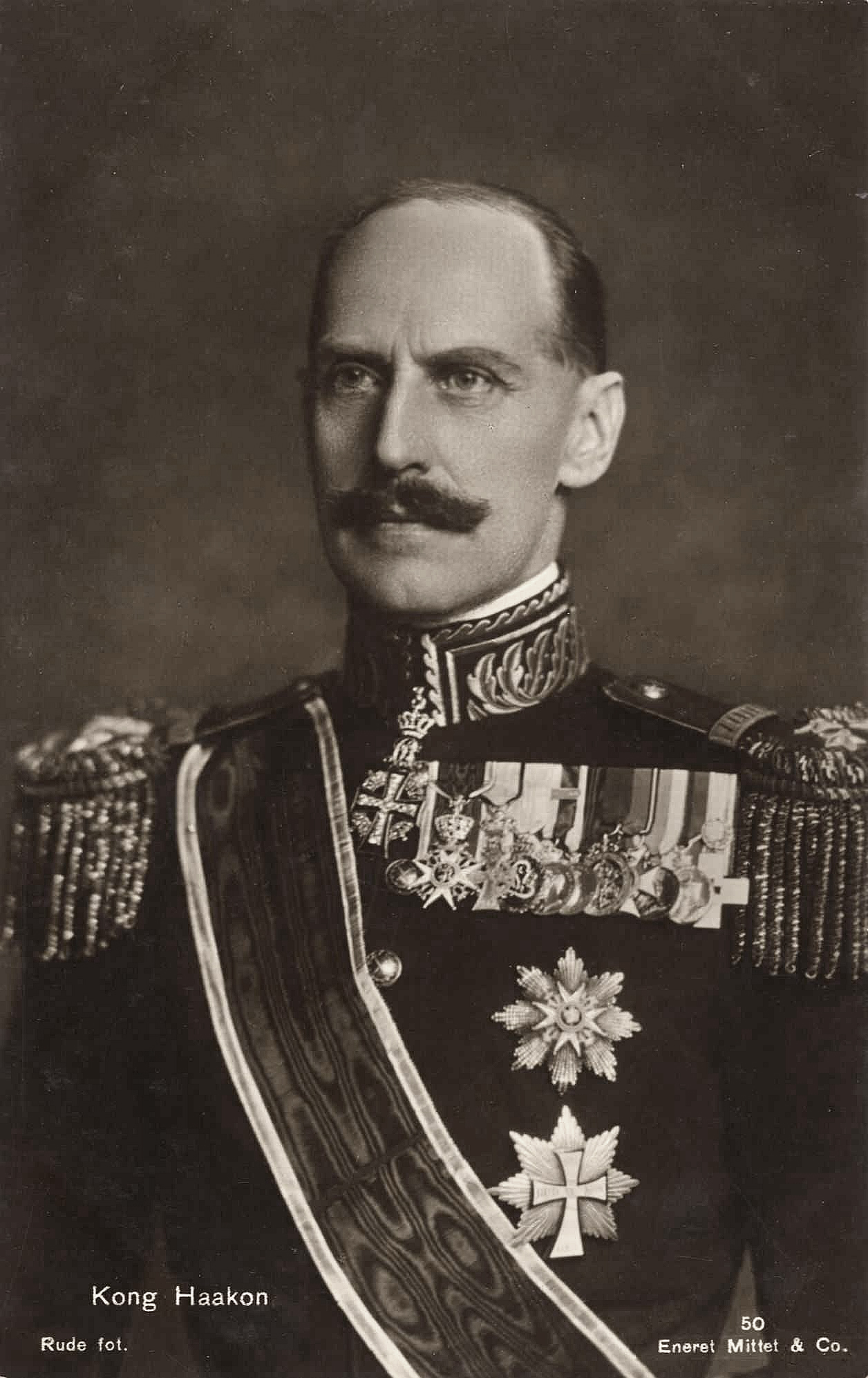
Hakon VII.
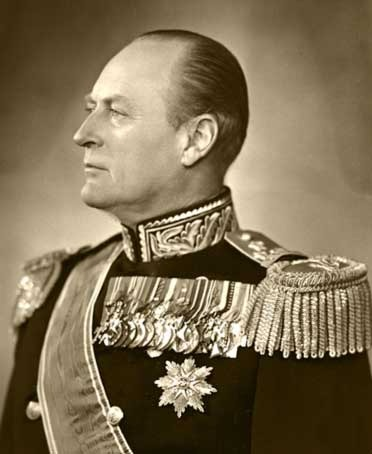
Olaf V.
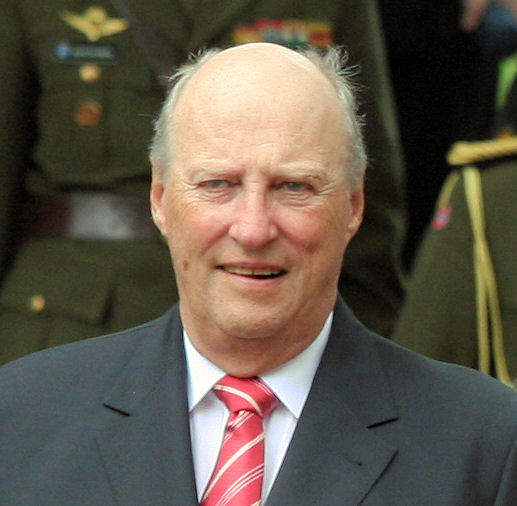
Harald V.

### Švédští králové

#### Původní linie Oldenburg (1457–1521), personální unie s Dánskem
V roce 1448 byl hrabě Kristián VI. Oldenburský zvolen jako Kristián I. za krále dánského, norského (až 1450) a švédského (pouze 1457–1464). Naproti tomu rodné země Oldenburků zůstaly jeho dvěma bratřím. Tím se stal rok 1448 nejdůležitějším rokem dynastie a mezníkem historie rodu. Kristián byl v ženské linii potomek dánského krále Erika V. Navíc se dá říct, že severskou trojkorunu (Dánsko, Norsko, Švédsko) vyženil, neboť si vzal za ženu vdovu po předchozím králi Kryštofovi. Švédským králem byl pouze v letech 1457–1464, jelikož se Švédům často nezamlouvaly dánské války s německými městy, kam směřovala většina švédského obchodu. Kristiánův syn Jan I. sice získal v letech 1497–1501 jako Jan II. švédskou korunu, ale Švédům se dánská (nad)vláda zamlouvala stále méně. Tak posledním švédským králem z původní oldenburské linie byl Janův synovec Kristián II., který Švédsku vládl v letech 1520–1521; za jeho vlády se tak rozpadla Kalmarská unie na Švédsko a Dánsko-Norsko.
- Kristián I. Dánský (1457–1464), první král z rodu Oldenburků
- 1464–1470 – Karel VIII. Knutsson, jiná dynastie
- Jan II. (1497–1501)
- Kristián II. Dánský (1520–1521), formální konec Kalmarské unie

Potom se v roce 1523 stal králem Gustav I. Vasa a Švédsko tak získala dynastie Vasa, která ve Švédsku vládla až do roku 1659. Po ní vládli ve Švédsku v letech 1659–1720 dynastie Wittelsbachů, po nich pak v letech 1720–1751 dynastie Hesenských. V roce 1751 se k vládě vrátila dynastie Oldenburků resp. její vedlejší větev Holstein-Gottorp(-Vasa).

#### Větev Holstein-Gottorp (-Vasa) (1751–1818)
Když byl roku 1809 sesazen Gustav IV. Adolf z trůnu, byl 22. března 1809 jmenován švédským králem Karel XIII. Byl předčasně zestárlý a Jean-Baptiste Bernadotte (ustanoven jako dědic) převzal fakticky vládu, jakmile Karel XIII. přistál ve Švédsku, v roce 1810. Po spojení států Švédska a Norska v roce 1814 se stal Karel králem Norska pod názvem Karel II. Norský. Po osmi letech, kdy byl jen formálním králem, zemřel 5. února 1818 bez přímého následníka, bez dědice trůnu. Spolu s ním vymřela linie Holstein-Gottorp(-Vasa). Po jeho smrti se švédským i norským králem stal Jean-Baptiste Bernadotte.
- Adolf I. Fridrich (1751–1771)
- Gustav III. (1771–1792)
- Gustav IV. Adolf (1792–1809)
- Karel XIII. (1809–1818), vymřela s ním linie, trůn získal rod Bernadotte

Jean-Baptiste Bernadotte byl napoleonský generál, kterého adoptoval bezdětný král Karel XIII. Bernadotte se pak stal švédským a norským králem a založil vlastní dynastii Bernadotte, která Švédsku vládne dodnes.

### Ruští carové (1762–1917)
Presented drawing of Artist Igor Barbe, 2006, "Greater Coat of Arms of the Russian Empire" 1882–1917 

#### Vedlejší větevHolstein‑Gottorp‑Romanov
Romanovci jako ruský panovnický rod se udrželi na trůně okolo 150 let, ačkoliv rodové poměry dlouho byly u nich zvláště nepříznivé a vedly k četným krizím. Vládnoucí rod však postupem času vymíral, a to po meči roku 1727 a po přeslici 1762. Ruský trůn ale zdědili noví carové z oldenburské linie Holstein-Gottorp (vzešlé ze sňatku romanovské velkokněžny Anny Petrovny a vévody z Holstein-Gottorpské linie) jméno Romanov (Romanovci), přičemž název Holstein‑Gottorp‑Romanov je užíván zejména v genealogii. V tomto smyslu jsou tedy za Romanovce zpravidla označování všichni ruští panovníci až do roku 1917. Roku 1722 zákon stanovil, že panovník si sám jmenuje nástupce bez ohledu na rod. Dědictví trůnu v rodové posloupnosti bylo upraveno zákonem teprve roku 1797. Osm panovníků nemělo synů a nastolením vnuka Petra Velikého, holštýnského prince Petra III. (1761-62) dynastie se stala nikoliv romanovskou, nýbrž holštýnsko-gottorpskou, ale úředně podržela jméno Romanovců. Sňatkem Petra III. s Němkou Kateřinou Anhaltskou dynastie již téměř ztratila ruskou krev, nebýt toho, že skutečným, biologickým otcem Pavla I. byl Rus. Přes tyto nesnáze dynastie byla pevně držena střední a nižší šlechtou, která v 17. a 18. století vojenskými zákroky potlačovala sociální otřesy zdola a zabraňovala velkým starým rodům příliš se přiblížiti trůnu.
V roce 1809 díky vítězství nad Švédy ve válce se ruští carové (imperátorové) stali finskými velkoknížaty a po Vídeňském kongresu v roce 1815 také polskými králi.
- Petr III. (1762)
  - Kateřina II. Veliká (1762–1795), jiná dynastie, manželka Petra III.
- Pavel I. (1796–1801)
- Alexandr I. (1801–1825)
- Mikuláš I. (1825–1855)
- Alexandr II. (1855–1881)
- Alexandr III. (1881–1894)
- Mikuláš I. (1894–1917)

Titulární carové, po roce 1918
- Kirill Vladimirovič (1924–1938), bratranec Mikuláše a Michaila
- Vladimir Kirillovič (1938–1992), syn
- Marie Vladimirovna (od 1992), dcera

vs.
- Mikuláš Romanovič (od 1992), praprasynovec Alexandra II.

V roce 1917 po svržení a zavraždění carské rodiny a abdikaci carova bratra Michaila je následnictví ruského carského trůnu a post hlavy rodu nejasný. Jedním kandidátem je velkokněžna Marie Vladimirovna Romanovová (která ale podle původních zákonů jako žena nemá před muži přednost v nároku na trůn) a velkokníže Mikuláš Romanov (nejbližší mužský následník).

### Řečtí králové (1863–1973)

#### VětevSchleswig-Holstein-Sonderburg-Glücksburg
V roce 1862 byl svržen řecký král Otta I. z dynastie Wittelsbachů a v té době značná část řecké veřejnosti souhlasila s nastoupením příslušníka britské panovnické dynastie. Nakonec však opět rozhodly velmoci. Vzhledem k oslabení francouzského císařství i ruské říše v oblasti východního Středomoří byl vybrán probritský kandidát, syn budoucího dánského krále Kristiána IX., druhorozený princ Wilhelm Christian Ferdinand Adolf z rodu Glücksburgů. I přes počáteční rozpaky se stal populárním a oblíbeným panovníkem. Ukázalo se, že šlo o volbu nejen šťastnou pro Viléma (Jiřího I.), ale především prospěšnou Řecku.

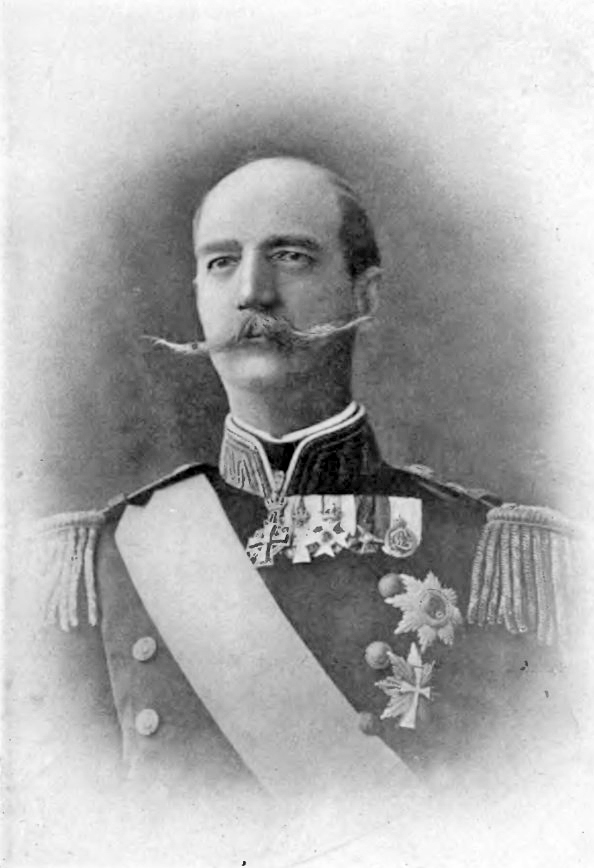
král Jiří I.

Řečtí králové počínaje Jiřím I. nepožívali klasický titul ve tvaru král Řecka (řecký král), ale král Hellénů (král Řeků).
Při nástupu na trůn přijal jméno Jiří I. a Británie jakožto důkaz dobré vůle poté roku 1864 předala Jónské ostrovy Řeckému království. Jelikož Jiří I. nastoupil na trůn dříve než jeho otec, ponechali si řečtí princové (a princezny) do budoucna titul princ dánský resp. princ řecký a dánský. Tento titul vznikl pro nevládnoucí členy řecké královské rodiny, kteří byli současně členy vládnoucí dynastie v Dánsku.
Král Jiří I. vládl Řecku 50 let a jeho vláda patří k nejdelším v moderní historii Řecka a rovněž k nejstabilnějším. Potomci Jiřího I. vládli i přes různé převraty a vzpoury v Řecku až do roku 1973, kdy byl král Konstantin II. (pravnuk Jiřího I.) převratem vojenské junty svržen.
- Jiří I. Řecký (1863–1913)
- Konstantin I. Řecký (1913–1917, 1920–1922), jeho syn
- Alexandr I. Řecký (1917–1920), prvorozený syn Konstantina
- Jiří II. Řecký (1922–1924, 1935–1947), druhorozený syn Konstantina
- Pavel I. Řecký (1947–1964), třetirozený syn Konstantina
- Konstantin II. Řecký (1964–1973), syn Pavla

Titulární králové, po roce 1973:
- Konstantin II. Řecký (od 1973), syn Pavla

Řečtí králové
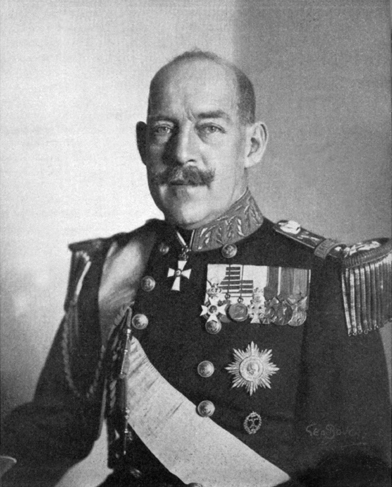
Konstantin I.
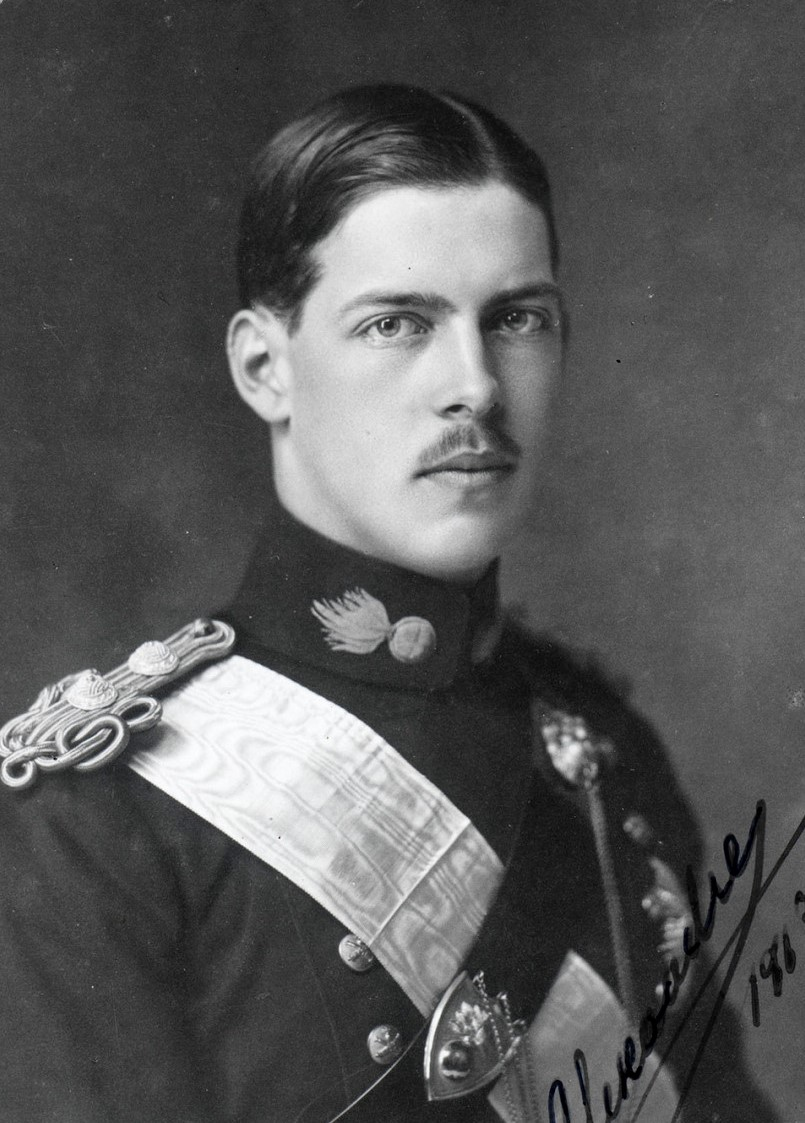
Alexandr I.
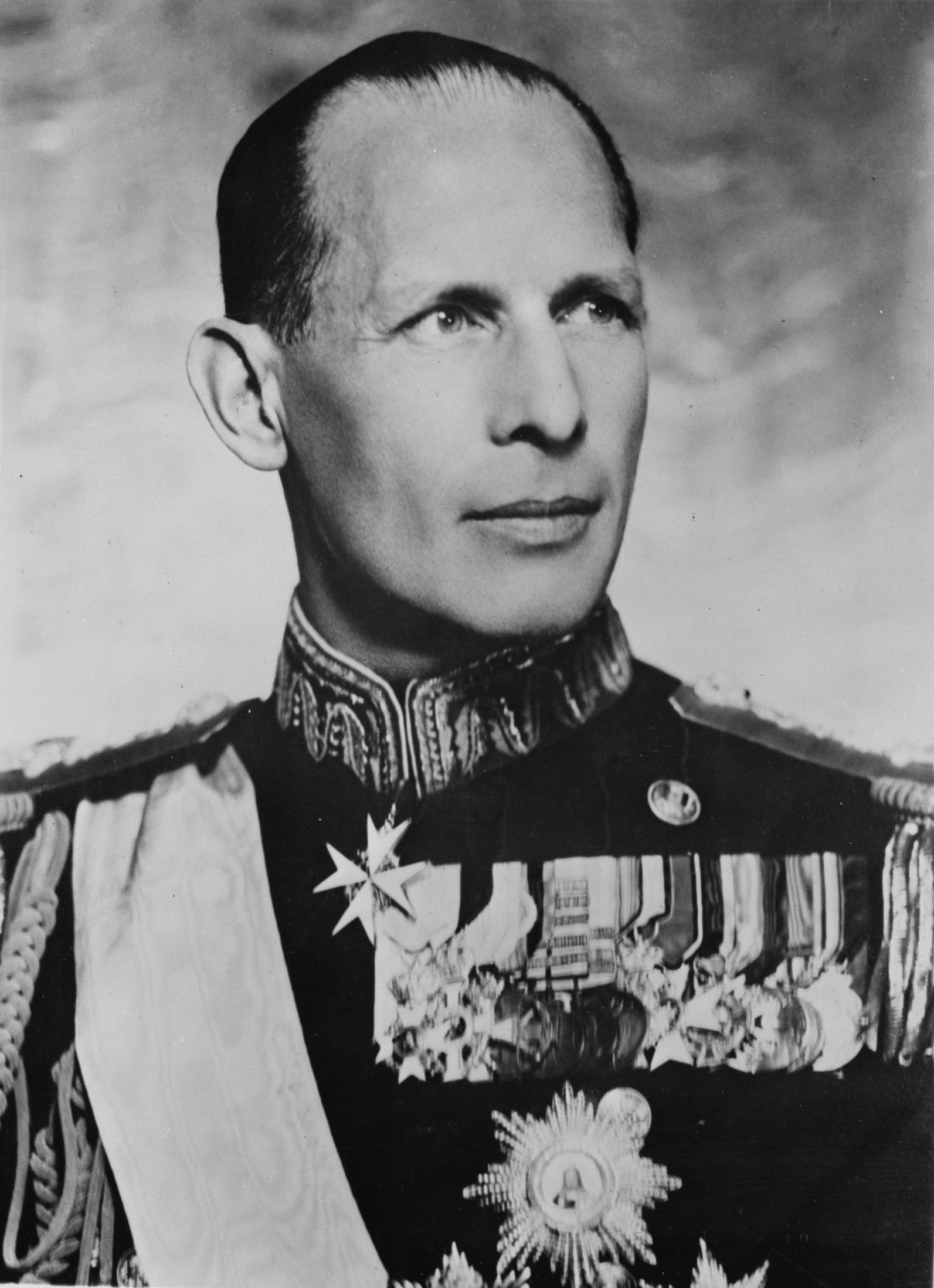
Jiří II.
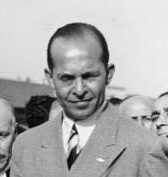
Pavel I.
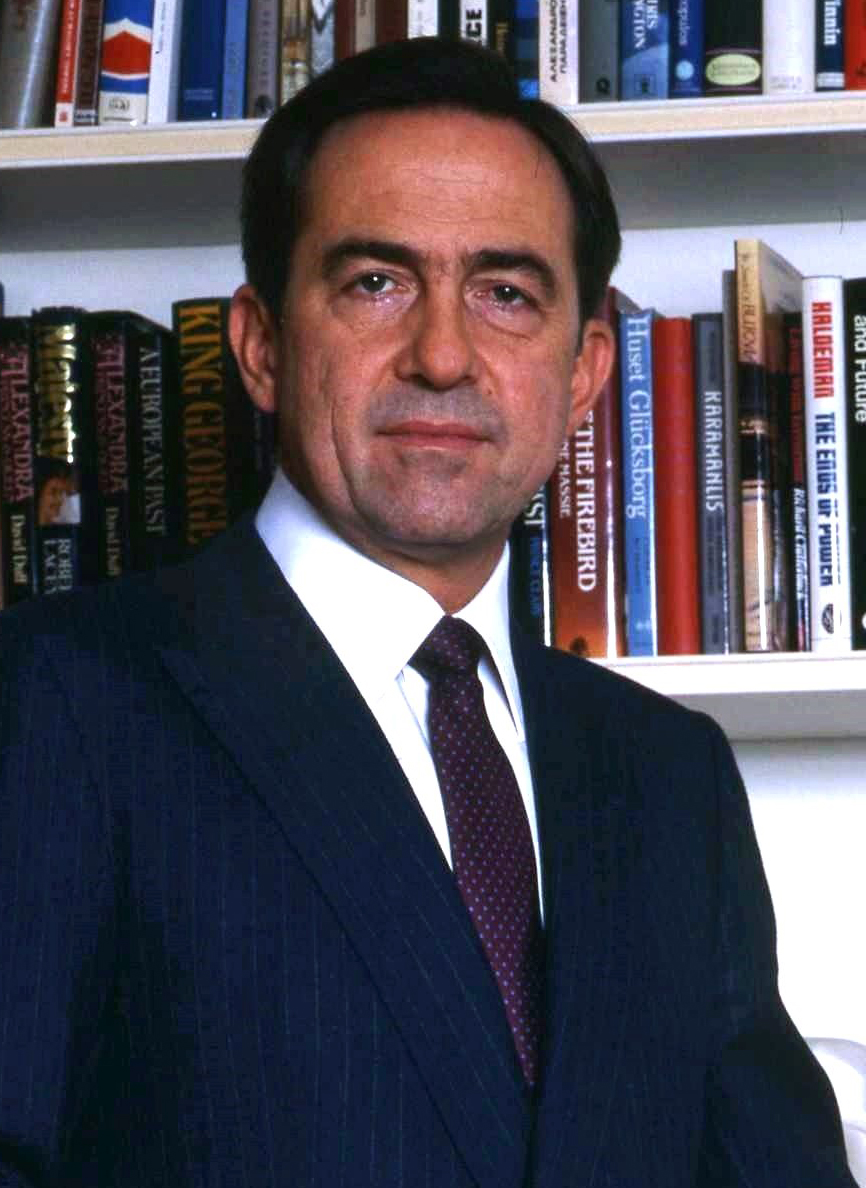
Konstantin II.

### Videa
- Příjezd krále Haakona VII. v roce 1905 do Norska a korunovace (1906)
- Korunovace" krále Olafa V.

| Předchůdce           | Oldenburkové                         | Nástupce                            |
| Wittelsbachové       | dánská královská dynastie 1448-1863  | Glücksburkové (vedlejší linie rodu) |
| původní dánská linie | dánská královská dynastie od 1863    | -                                   |
| Wittelsbachové       | řecká královská dynastie 1863–1973   | republika                           |
| Wittelsbachové       | švédská královská dynastie 1457–1521 | Vasové                              |
| Hesenští             | švédská královská dynastie 1751–1818 | Bernadotte                          |
| Kalmarská unie       | norská královská dynastie 1450–1814  | Holstein-Gottorp-Vasa               |
| původní dánská linie | norská královská dynastie 1814–1818  | Bernadotte                          |
| Bernadotte           | norská královská dynastie od 1905    | -                                   |